# Jan Vaillant
Pour les articles homonymes, voir Vaillant.
Jan Vaillant, né en 1627 à Lille et mort 1672 à Hanau, est un peintre et graveur de l’Âge d'or de la peinture néerlandaise.

## Biographie
Troisième frère de Wallerant, et son élève, Jan cultivait la peinture avec succès, connu pour ses gravures, ses mezzotintes et ses paysages à la manière de l’école de Frankenthal, et ses rares dispositions lui auraient acquis beaucoup de réputation s’il ne s’était livré, après avoir épousé une très riche Francfortoise, exclusivement au commerce.